# Alkett-Raümgerät
Alkett-Räumgerät – niemiecki doświadczalny pojazd torujący z okresu II wojny światowej, przeznaczony do wykonywania przejść w polach minowych.
Alkett-Räumgerät został skonstruowany w 1942 roku, w kooperacji firm Altmärkisches Kettenwerk (Alkett), Krupp i Daimler-Benz. Powstał w odpowiedzi na straty ponoszone od radzieckich min przez niemieckie wojska pancerne na froncie wschodnim. Konstrukcja pojazdu oparta była na połączeniu kadłuba z silnikiem i wieżą czołgu lekkiego PzKpfw I, osadzonego na lawecie armatniej, z kołami ciężkiego ciągnika artyleryjskiego. Kierowanie pojazdem odbywało się za pomocą tylnego koła skrętnego.
Kadłub opancerzony był płytami pancernymi o grubości od 20 do 40 mm, wieża 15 mm, dół pojazdu, najbardziej narażony na wybuchy min, miał grubość 80 mm. Dwuosobowa załoga dysponowała dwoma karabinami maszynowymi typu MG 34 kal. 7,92 mm, z zapasem 2250 naboi, umieszczonymi w wieży.
Jedyny egzemplarz Alkett-Räumgerät został w 1945 roku zdobyty przez radzieckich żołnierzy na poligonie w Kummersdorfie i przewieziony do bazy wojskowej w Dreźnie, a w 1947 roku na poligon doświadczalny w Kubince, gdzie przeprowadzono nim jazdy próbne. Jest on obecnie eksponowany w Muzeum Czołgów w Kubince.